# 제프 그린
제프 그린(Jeff Lynn Green, 1986년 8월 28일)은 전 미국 NBA 유타 재즈의 선수이다. 포지션은 스트레치 포이다.

## NBA 경력
2007년 NBA 드래프트
2007년 NBA 드래프트에서 전체 5순위로 보스턴 셀틱스에 지명된 그린은, 곧 레이 알렌이 포함된 트레이드에서 시애틀 수퍼소닉스에 보내진다.
시애틀 수퍼소닉스/오클라호마 시티 선더 (2007년 ~ 2011년)
보스턴 셀틱스 (2011년 ~ 현재)
2013년 2월 22일 피닉스 선스와의 경기에서 셀틱스는 14개의 야투 중 11개를 성공시키며 31점을 득점하고 7리바운드, 5블락을 기록한 그린의 활약에 힘입어 113 대 88로 대승을 거뒀다.
2013년 3월 18일, 마이애미 히트와의 경기에서 득점 커리어 하이인 43점을 기록했다.

## 참조
1. ↑  Celtics-Heat Live: Jeff Green’s 43 Points Not Enough as LeBron James, Miami Keep Streak Alive